# Acido diidrofolico
L'acido diidrofolico è il precursore dell'acido tetraidrofolico. Nell'organismo viene prodotto per riduzione enzimatica. Tale processo avviene attraverso una reazione di riduzione dell'acido folico catalizzata dall'enzima diidrofolato reduttasi.